# NGC 2486
NGC 2486 este o hi (21cm) source⁠(d) situată în constelația Gemenii. A fost descoperită în 7 noiembrie 1864 de către Albert Marth. Se află la o distanță de 97,27 de megaparseci de Pământ.